# シーカヤック

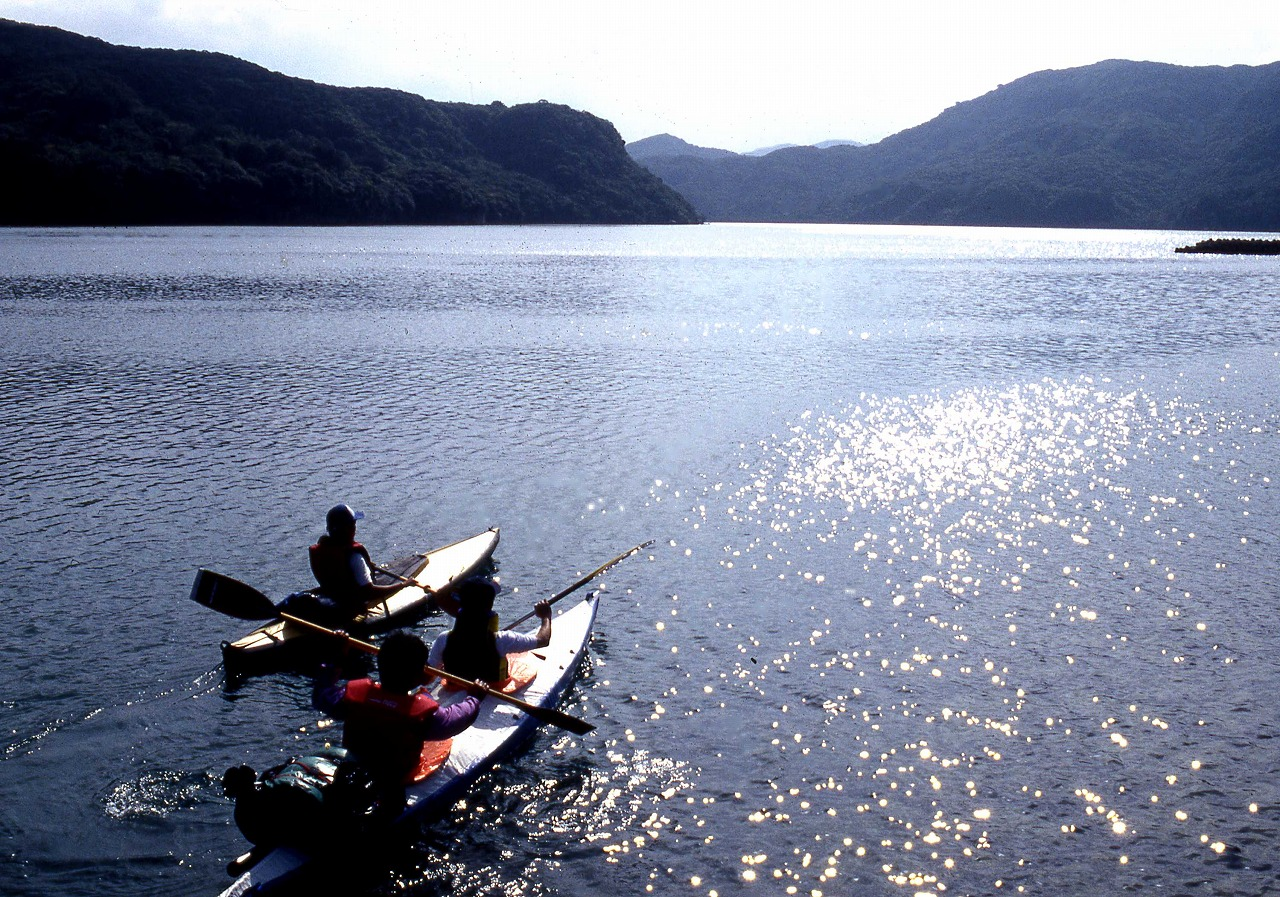
離島へ向かうシーカヤック（西表島・白浜港）

シーカヤックは、海で使うことを考慮し、波・風・潮流等に影響されにくいデザインを持つカヤック。
起源はグリーンランドやアリューシャン列島で使われていた、骨（木）組みに皮を張った小舟。狩猟や長距離の移動用。これを改良してファルトボートが作られ、川用ファルトボートに発展し、更にリジッドタイプの川用カヤックへと進化してきた。オープンデッキタイプとクローズドデッキタイプがある。

## 脚注

パドル